# شیب دمایی
شیب دمایی یا گرادیان دمایی (انگلیسی: Temperature gradient) یک کمیت فیزیکی است که نشان می‌دهد دما در یک نقطه مشخص در چه جهتی و با چه مقداری با بیشترین سرعت تغییر می‌کند. شیب دمایی یک کمیت دارای بُعد است که با یکا‌ی درجه نسبت به یکای طول بیان می‌شود. یکای SI این کمیت، کلوین بر متر (K/m) است.
شیب دمایی در جو زمین در علوم جوی مانند هواشناسی، اقلیم‌شناسی و زمینه‌های مرتبط اهمیت دارد.

## فرایندهای فیزیکی

### اقلیم‌شناسی
پویایی جو زمین و اقیانوس‌ها در مقیاس جهانی و سالانه را می‌توان در تفاوت بالای دما در قطب‌ها و استوا بر اثر بازپخش هوای گرم و سرد و آب مشاهده کرد که به نام موتور گرمایی زمین شناخته می‌شود.

### هواشناسی
تفاوت دمای هوا در نقاط متفاوت در پیش‌بینی‌های هواشناسی و اقلیم‌شناسی اهمیت بسیاری دارد. جذب تابش خورشیدی در سطح سیاره‌ای یا در نزدیکی آن، باعث افزایش شیب دمایی و ممکن است باعث رویداد پدیده همرفت شود که فرایند مهمی در تشکیل ابر است و اغلب با بارندگی همراه می‌شود. جبهه‌های هوایی مناطقی هستند که شیب افقی دما در آن‌ها ممکن است به مقادیر نسبتاً بالا برسد و این جبهه‌ها مرز میان توده‌های هوا با خواص نسبتاً متمایز به‌شمار می‌روند.
واضح است که شیب دمایی ممکن است در نتیجه عواملی مانند گرمایش و سرمایش روزانه یا فصلی به شکل قابل توجهی در طول زمان تغییر کند که این حالت اغلب در زمان وارونگی رخ می‌دهد. به عنوان مثال در طول روز دمای هوا در سطح زمین ممکن است سرد باشد در حالی‌که در جو زمین گرم‌تر است. با فرا رسیدن شب ممکن است دما به سرعت افت کند در حالی که دیگر نقاط سطح زمین و در همان ارتفاع، دما ممکن است گرم‌تر یا سردتر باقی بماند. گاهی اوقات این پدیده در ساحل غربی آمریکا به دلایل جغرافیایی روی می‌دهد.

### هوازدگی
انبساط و انقباض سنگ‌ها بر اثر تغییرات دمایی ناشی از عواملی مانند آتش‌سوزی جنگل و هوازدگی ناشی از تنش گرمایی ممکن است باعث ایجاد شوک حرارتی و در نتیجه شکست ساختار سنگ‌ها شود.